# Resursa fabryczna w Żyrardowie

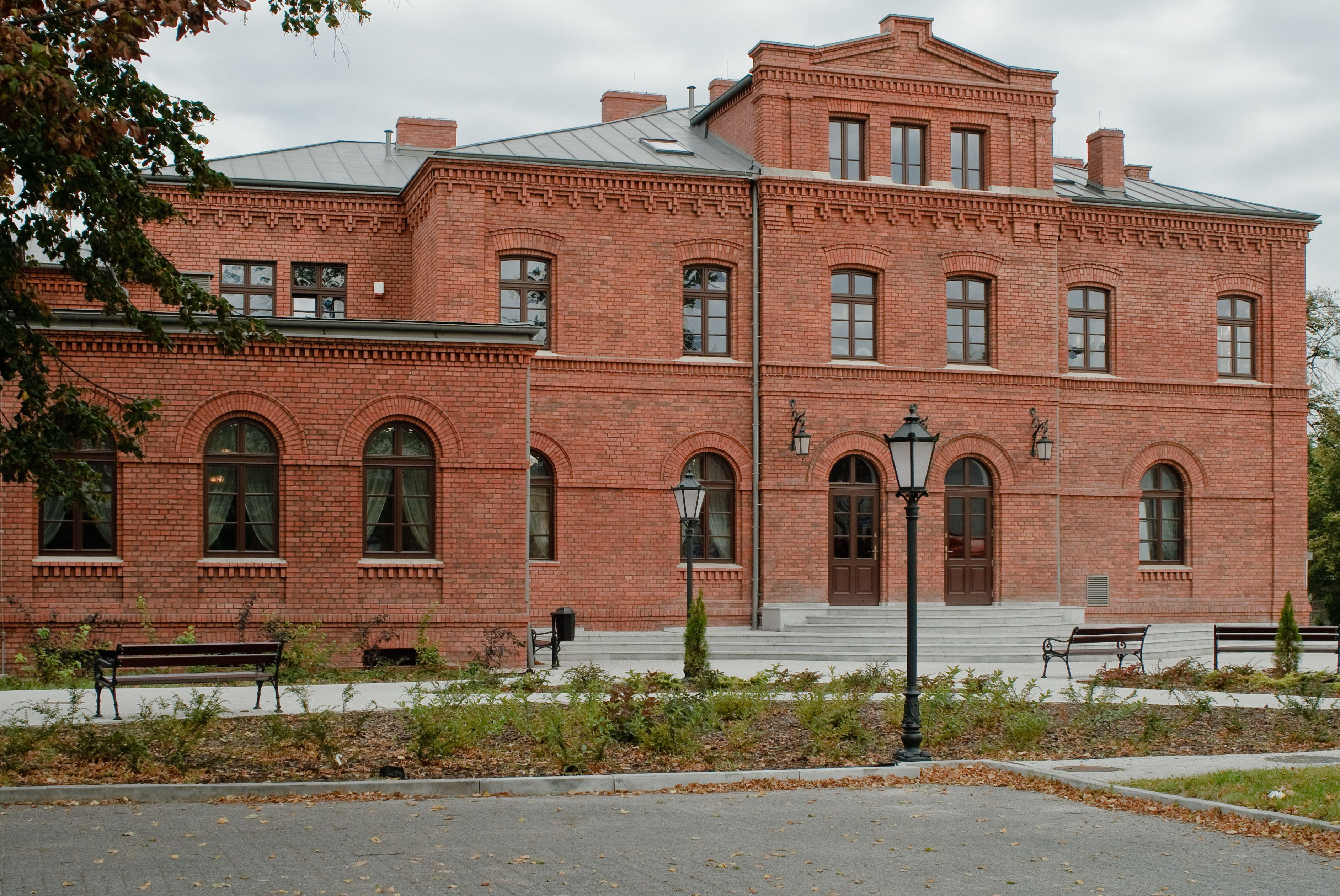
Budynek resursy fabrycznej w Żyrardowie, ul. 1 Maja 45

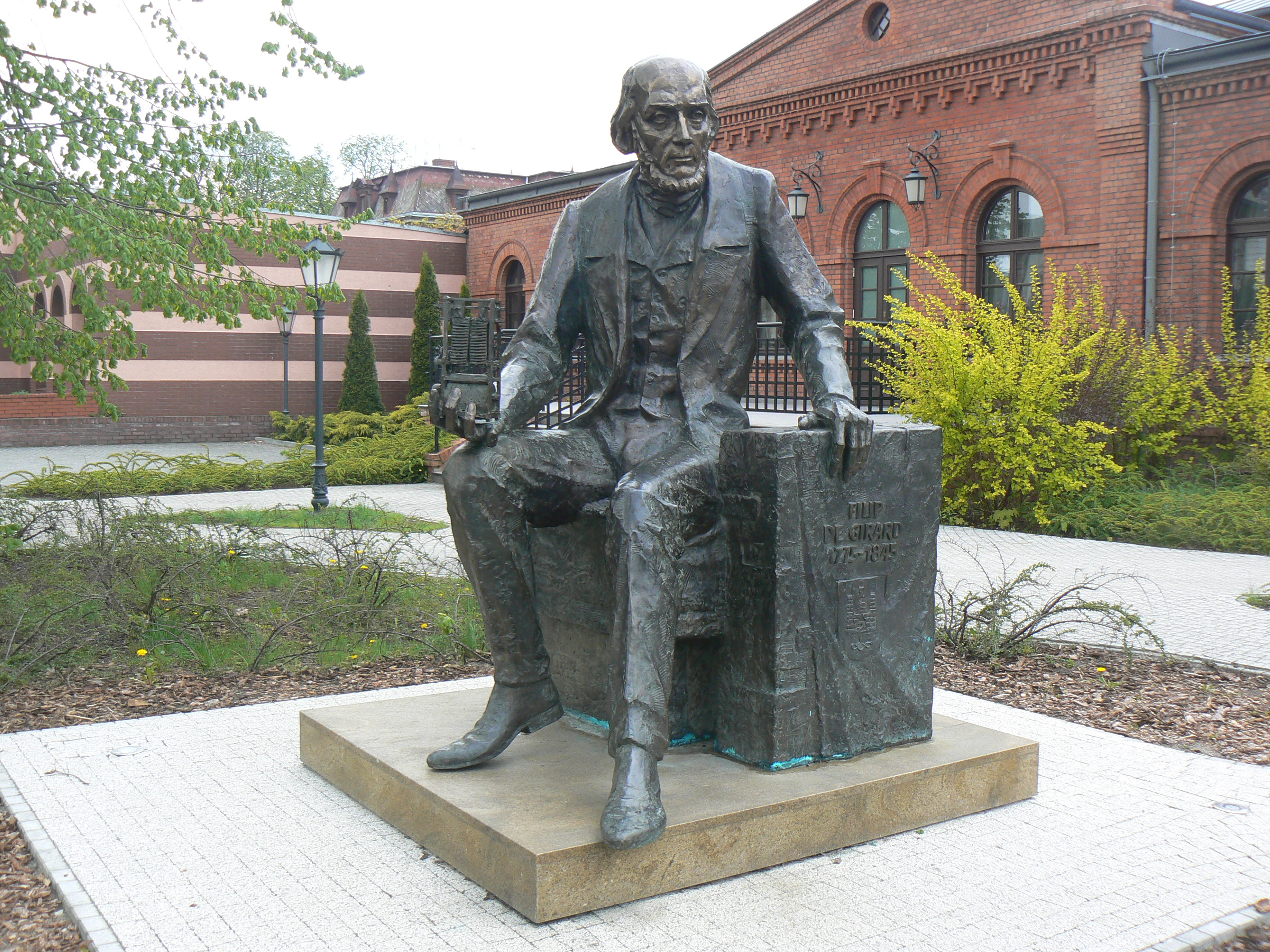
Pomnik Filipa de Girarda w Żyrardowie, stojący przy budynku resursy fabrycznej

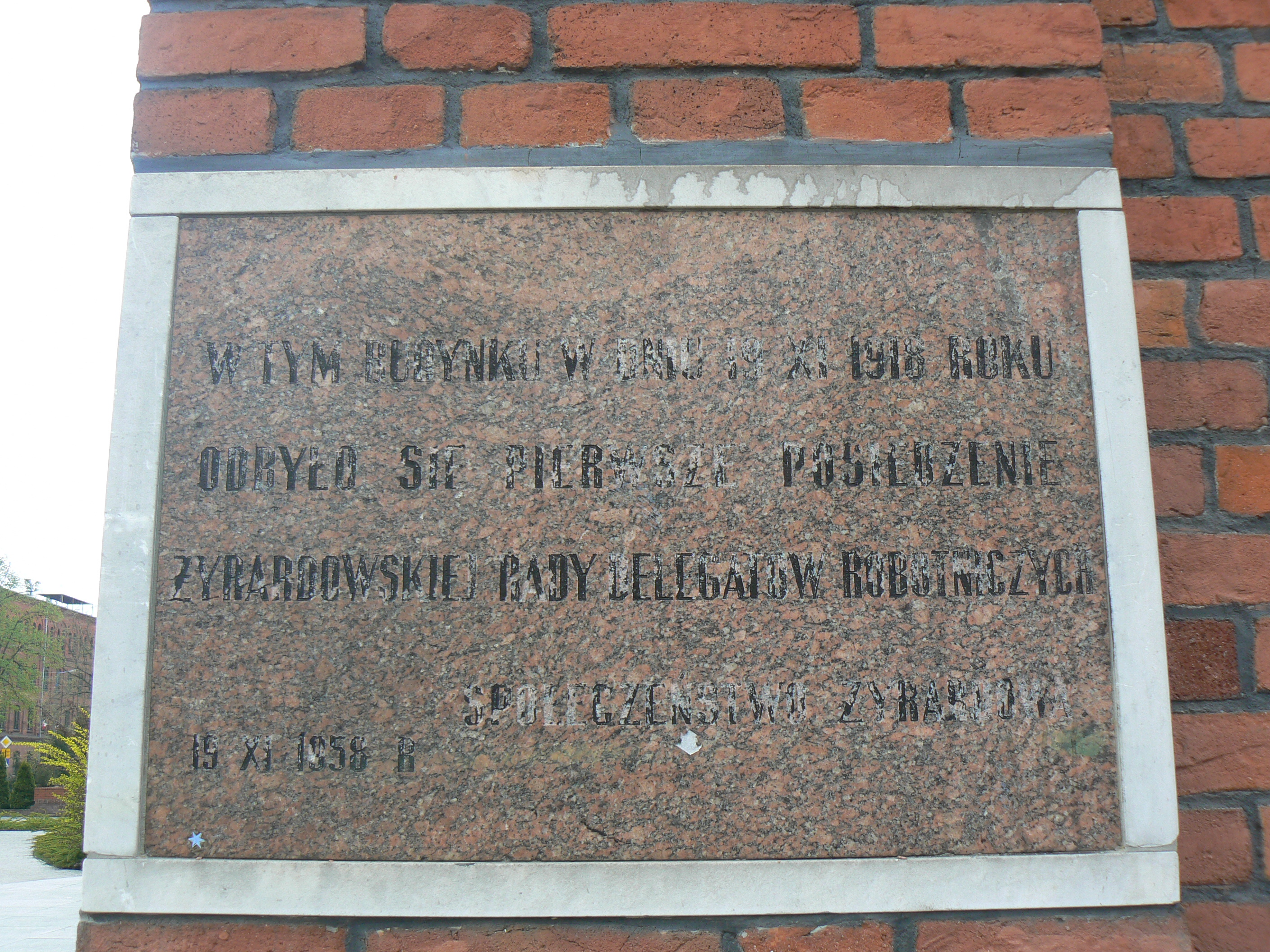
Tablica z 19 listopada 1958 r., upamiętniająca pierwsze posiedzenie Rady Delegatów Robotniczych w Żyrardowie (19 listopada 1918 r.), umieszczona na budynku resursy fabrycznej

Resursa fabryczna w Żyrardowie – resursa powstała około 1870. Mieściło się tu Zrzeszenie Urzędników Towarzystwa Akcyjnego Zakładów Żyrardowskich. Wnętrze zostało urządzone z przepychem. Do dyspozycji bywalców pozostawały zaciszne gabinety, biblioteka fachowa z czytelnią, sala bilardowa i pokoje do gry w karty. Na piętrze mieściły się salony gościnne. Sala teatralna (balowa) ubogacona była złoceniami i barwnymi malowidłami ściennymi.
 Budynek wpisany jest do rejestru zabytków pod nr rej.: 1110 z 17.05.1975
W latach 1899–1905 dokonana została rozbudowa resursy, dobudowano dwa skrzydła boczne po stronie północnej budynku. Od 1895 r. w budynku resursy funkcjonowała biblioteka dla urzędników fabryki, która udostępniała głównie literaturę fachową dla kadry technicznej i urzędników. Rekreacyjne uzupełnienie oferty resursy stanowiła powstała w 1905 r. kręgielnia. Resursa dysponowała salą widowiskową, w której odbywały się bale i zabawy dla urzędników, ich rodzin i zaproszonych gości. Niekiedy szkoły prywatne organizowały w niej swoje kiermasze i inscenizacje. Podczas okupacji hitlerowskiej w resursie mieścił się tzw. Deutsche Haus z kawiarnią, bufetem i pokojami klubowymi oraz siedziba pomocniczej organizacji policyjnej Selbschutz. Po wyzwoleniu Resursa zmieniała kilkunastu lokatorów - w latach 50 XX w. otwarto w niej Dom Pioniera, następnie świetlicę dla dzieci pracowników Zakładów Lniarskich, od 1960 r. Przyzakładową Szkołę Włókienniczą kształcącą młode kadry dla przemysłu, następnie Przyzakładowy Dom Kultury Zakładów Przemysłu Lniarskiego w Żyrardowie.
W 2001 r. Gmina Miasto Żyrardów nabyła od masy upadłościowej Zakładów Przemysłu Lniarskiego budynek Resursy. Stan obiektu w chwili jego przejęcia wskazywał słaby stan techniczny i funkcjonalny oraz zaniedbania spowodowane brakiem należytej opieki nad zabytkiem. W latach 2009–2011, dzięki pozyskaniu dofinansowania z funduszy Unii Europejskiej, zrealizowany został projekt Rewaloryzacja zabytkowych obiektów Resursy i Kręgielni w Żyrardowie oraz ich adaptacja na cele kulturalno – artystyczne, którego celem było przywrócenie kulturalno – artystycznych funkcji pierwotnych obiektu oraz powstanie niepowtarzalnego na skalę regionu ośrodka kultury. 25 listopada 2016 r. na skwerze przed budynkiem resursy odsłonięto pomnik upamiętniający Filipa de Girarda.